# Plaža Copacabana (Dubrovnik)
Copacabana je naziv jedne od najpopularnijih dubrovačkih plaža.
Nalazi se podno auto kampa Solitudo na predjelu Babin kuk.
Plaža je šljunčana a smještena je nasuprot ušća Omble u Jadransko more pa je temperatura mora u vrućim ljetnim mjesecima uvijek ugodno osvježavajuća. 
Na plaži se mogu naći svi sadržaji kojima današnje plaže trebaju raspolagati.